# Anacimas limbellatus
Anacimas limbellatus är en tvåvingeart som beskrevs av Günther Enderlein 1923. Anacimas limbellatus ingår i släktet Anacimas och familjen bromsar. Inga underarter finns listade i Catalogue of Life.